# نشانگان هماچوری درد کمر
نشانگان (سندرم) هماچوری درد کمر (به انگلیسی: (Loin pain hematuria syndrome (LPHS) شامل ترکیبی از درد پهلو یک طرفه یا دو طرفه و وجود مقدار خون به میزان میکروسکوپی یا ماکروسکوپی در ادرار (هماچوری) است و در غیر این صورت غیر قابل توضیح است. 
تشخیص نشانگان هماچوری درد کمر از روش تشخیص استنتاجی (به انگلیسی: diagnosis of exclusion) امکان پذیر است که در این روش اگر بیمار علائمی همچون هماچوری (خون در ادرار) و درد در یک ناحیه از کمر و در زیر دنده ها و در بالای استخوان تهی‌گاهی داشته باشد می‌تواند مبتلا به نشانگان هماچوری درد کمر باشد.

## ارتباط با نشانگان درد لگنی مزمن
نشانگان هماچوری درد کمر می‌تواند با نشانگان درد لگنی مزمن (به انگلیسی: chronic pelvic pain) همزمان و در رابطه باشند.

## ارتباط با بیماری غشای پایه نازک
نشانگان هماچوری درد کمر می‌تواند با بیماری غشای پایه نازک (به انگلیسی: thin basement membrane disease) در رابطه باشند.

## سبب شناختی
یک نظریه در باره ی علت نشانگان هماچوری درد کمر بیان می کند که نشانگان هماچوری درد کمر توسط غشای پایه گلومرولی نازک و سلول های قرمز خون (RBC) ایجاد می شود بنابراین منجر به تراکم لوله کلیوی (به انگلیسی: renal tubular) و تورم کلیه و اتساع و بادکردگی لایه ی فاسیای کلیوی (به انگلیسی: renal fascia) می شود که حاصل آن ایجاد درد در این منطقه است.

## درجه شیوع
این وضعیت بسیار نادر است و عمدتاً زنان را تحت تاثیر قرار می دهد. در سراسر جهان، تا کنون تنها چند صد مورد گزارش شده است.

## درمان
هنوز درمان قطعی برای این بیماری یافت نشده اما روش جراحی پیوند قسمتی از بدن به قسمت دیگر (به انگلیسی: Autotransplantation) می‌تواند مؤثر واقع شود، این در حالی است که شانگان هماچوری درد کمر در بسیاری از موارد پیوند زده شده دوباره بروز کرده است.